# Астор (река)
Астор (англ. Astore River) — река в Гилгит-Балтистане, один из притоков Инда.
Река Астор протекает в северных районах пакистанской территории Кашмира, через долину с одноимённым названием. Питание реки обеспечивается за счёт таяния ледников и снега на склонах гор.
Площадь бассейна реки 3990 км². Средний годовой сток составляет 137 м³/с.